# Sieniawka (Dzierżoniów)
Pour les articles homonymes, voir Sieniawka.

Sieniawka est un village de la commune de Łagiewniki, dans le powiat de Dzierżoniów, dans la voïvodie de Basse-Silésie, dans le Sud-Ouest de la Pologne.
Il se situe à environ 6 km de Łagiewniki, 10 km au Nord de Gola Dzierżoniowska, 18 km au Nord-Est de Dzierżoniów et 49 km au Sud de Wrocław.
Sa population est d'environ 450 habitants. 
Le lac de Sieniawka est situé à proximité du village. Il est constitué d'un réservoir de retention d'eau de 300m de long. Le lac est utilisé comme centre récréatif (plage de sable, nage, beach volley, bar et emplacement de camping). 

## Histoire
De 1742 à 1945, Lauterbach fait partie de l'arrondissement de Reichenbach dans le district de Breslau au sein de la province de Silésie.

## Environs
- Château de Gola Dzierżoniowska
- Arboretum de Wojsławice
- Place du Moyen Âge de Niemcza